# Organické sloučeniny telluru
Organické sloučeniny telluru jsou chemické sloučeniny obsahující vazby mezi atomy uhlíku a telluru. Jedná se o málo prozkoumanou skupinu sloučenin, protože nemají mnoho využití.

## Funkční skupiny
Existují tellurové obdoby organosírových a organoselenových funkčních skupin. Telluroly, analogy thiolů, jsou však nestabilní a oxidují se na ditelluridy. K běžným organickým sloučeninám telluru patří diorganomono- a ditelluridy, R2Te a (RTe)2. Dalšími skupinami organotelluričitých sloučenin jsou R4−xTeClx a telluroxidy (R2TeO).

## Příprava a reakce

### Redukované organoTe sloučeniny
Redukované organické sloučeniny telluru se obvykle připravují z hydrogentelluridu (LiHTe) nebo telluridu lithného (Li2Te):
Li2Te + 2 RBr → R2Te + 2 LiBr
Lze také použít reakce telluru s organolithnými sloučeninami nebo Grignardovými činidly:
Te + ArLi → ArTeLi
Butyllithium dává podobné výsledky:
Te + BuLi → BuTeLi
Organotelluridové anionty lze oxidovat nebo alkylovat:
2 RTeLi + 0.5 O2 + H2O → RTeTeR + 2 LiOH
RTeLi + R'Br → RTeR' + LiBr
Diorganoditelluridy, například difenylditellurid, jsou využitelné jako meziprodukty, obzvláště v přípravách arylových sloučenin:
Ar2Te2 + RLi → RTeAr + LiTeR
Ph2Te2 + 2 Li → 2 LiTePh

### Deriváty TeCl_{4}

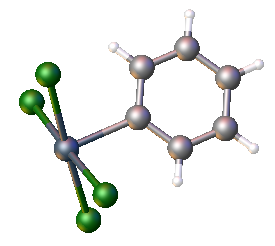
Struktura PhTeCl_{4}^{−}; vzdálenosti v pm: Te-Cl = 250-253, Te-C = 213.

### Deriváty TeCl4
Jednou z výhod oproti sloučeninám síry a selenu je dostupnost chloridu, TeCl4. Tato látka reaguje s areny za vzniku trichloridů aryltelluriových kationtů:
ArH + TeCl4 → ArTeCl3 + HCl
U arenů bohatých na elektrony dochází k dvojnásobné substituci:
ArH + ArTeCl3 → Ar2TeCl2 + HCl
Chlorid telluričitý se váže na alkeny a alkyny za tvorby chloralkyltellurtrichloridů:
RCH=CH2 + TeCl4 → RCH(Cl)-CH2TeCl3
Tyto trichloridy vytvářejí dimery, protože jsou Lewisovsky kyselé na Te4+ centrech. Dimery lze rozštěpit pomocí halogenidů či jiných Lewisových zásad:
RTeCl3 + Cl− → RTeCl4−
Anionty druhu RTeCl4− (a podobné adukty RTeCl3L) mívají čtvercově pyramidální struktury, kde se elektronegativní skupiny nacházejí v jedné rovině.
Organotelluričité chloridy jsou schopné provádět substituce, při nichž se chloridové skupiny nahrazují jinými halogenidy a pseudohalogenidy. TeClx skupiny lze také odstraňovat Raneyovým niklem.
Organotelluričité sloučeniny se účastní Stilleových reakcí:

### Telluroxidy
Telluroxidy se připravují obdobně jako sulfoxidy a selenoxidy. Na rozdíl od svých lehčích analogů se ovšem při krystalizaci (vratně) polymerizují. Podobně jako u oxidací selenoxidů se allylové telluroxidy zapojují do [2,3]-sigmatropních přesmyků, z nichž se po hydrolýze tvoří allylalkoholy. Existuje i reakce analogická k eliminaci selenoxidů, některé telluroxidy vytvářejí po zahřátí alkeny.

## Použití a výskyt
Dimethyltellurid se používá při epitaxi z organokovových sloučenin, kde slouží jako těkavý zdroj telluru.
Jedná se jedinou organickou sloučeninu telluru nalezenou v životním prostředí.